# فورتروز
فورتروز (به انگلیسی: Fortrose) یک شهرک در اسکاتلند است که در هایلند واقع شده‌است.